# Tintin kalandjai (televíziós sorozat, 1991)
A Tintin kalandjai (eredeti cím: The Adventures of Tintin) francia–kanadai rajzfilm-adaptáció, amelyet 1991–92 között sugároztak. 
A képregényeket két epizódban dolgozták fel három kivételével (a Tintin Amerikában, A titkokzatos csillag, és a Vörös Rackham kincse egy-egy epizód volt).
Valamint három képregényt kihagytak különböző okok miatt:
- Tintin Szovjetunióban: a túlzott antikommunista cselekménye miatt.
- Tintin Kongóban: rasszista és ellentmondó cselekménye miatt.
- Tintin és az Alph-Art: Hergé halála miatt a képregény félbemaradt, teljes verzió sosem készült.

Magyarországon először az HBO tűzte képernyőre 1994. április 1. és 1994. december 23. között: a péntek délutánonként futó műsorsávban 17:30 órás kezdettel vetítették, az egyes epizódokat a rá következő kedden ugyanezen időpontban megismételték. 
1995. január 7. és 1995. szeptember 30. között, ugyancsak az HBO-n szombaton délelőtt 10:00 órai kezdéssel sugározták újra eredeti szinkronnal.
2009-2010 körül a TV2 ismételte, az epizódok ezúttal vadonatúj szinkront kaptak.

## Epizódlista
| Sorszáma a tévésorozatban | Sorszáma a történet szerint és a képregény- sorozatban | Cím                                                                        | Bemutató napja                    |
| ------------------------- | ------------------------------------------------------ | -------------------------------------------------------------------------- | --------------------------------- |
| 1.                        | 7.                                                     | The Crab with the Golden Claws Az aranyollós rák (HBO: Az aranyrák ollója) | 1991. október 2-9.                |
| 2.                        | 9.                                                     | The Secret of the Unicorn Az Unikornis titka                               | 1991. október 16-23.              |
| 3.                        | 10.                                                    | Red Rackham's Treasure A Vörös Kalóz kincse                                | 1991. október 30.                 |
| 4.                        | 2.                                                     | Cigars of the Pharaoh A fáraó szivarjai                                    | 1991. november 6-13.              |
| 5.                        | 3.                                                     | The Blue Lotus A Kék Lótusz                                                | 1991. november 20-27.             |
| 6.                        | 5.                                                     | The Black Island A Fekete-sziget                                           | 1991. december 9.                 |
| 7.                        | 16.                                                    | The Calculus Affair A Calculus-ügy                                         | 1991. december 16-23.             |
| 8.                        | 8.                                                     | The Shooting Star A titokzatos üstökös                                     | 1992. január 6.                   |
| 9.                        | 4.                                                     | The Broken Ear A törött fülű szobor                                        | 1992. január 13-20.               |
| 10.                       | 6.                                                     | King Ottokar's Sceptre Ottokár király jogara                               | 1992. január 27- február 3.       |
| 11.                       | 18.                                                    | Tintin in Tibet Tintin Tibetben                                            | 1992. április 6-13.               |
| 12.                       | 21.                                                    | Tintin and the Picaros Tintin és a Pikárrók                                | 1992. április 20-27.              |
| 13.                       | 13.                                                    | Land of Black Gold A fekete arany országában                               | 1992. május 4-11.                 |
| 14.                       | 20.                                                    | Flight 714 A 714-es járat                                                  | 1992. május 18-25.                |
| 15.                       | 17.                                                    | The Red Sea Sharks A Vörös-tenger cápái                                    | 1992. július 6-13.                |
| 16.                       | 11.                                                    | The Seven Crystal Balls A hét kristálygömb                                 | 1992. július 20-27.               |
| 17.                       | 12.                                                    | Prisoners of the Sun A Nap foglyai                                         | 1992. augusztus 3-10.             |
| 18.                       | 19.                                                    | The Castafiore Emerald Castafiore smaragdja                                | 1992. augusztus 17-24.            |
| 19.                       | 14.                                                    | Destination Moon Úticél: a Hold!                                           | 1992. augusztus 31- szeptember 7. |
| 20.                       | 15.                                                    | Explorers on the Moon Felfedezők a Holdon                                  | 1992. szeptember 14-21.           |
| 21.                       | 1.                                                     | Tintin in America Tintin Amerikában                                        | 1992. szeptember 28.              |

## Szereplők
| Szereplő neve                                              | Angol hangja                  | Francia hangja                     | Magyar hangja (HBO)             | Magyar hangja (TV2)        |
| ---------------------------------------------------------- | ----------------------------- | ---------------------------------- | ------------------------------- | -------------------------- |
| Tintin                                                     | Colin O'Meara                 | Thierry Wermuth                    | Bolba Tamás                     | Lippai László              |
| Haddock kapitány                                           | David Fox                     | Christian Pelissier                | Melis Gábor                     | Borbiczki Ferenc           |
| Calculus professzor                                        | Wayne Robson                  | Henri Labussiere                   | Harsányi Gábor                  | Szabó Sipos Barnabás       |
| Thomson és Thompson (Kováts és Kovács a HBO-s változatban) | Dan Hennessey és John Stocker | Yves Barsacq és Jean-Pierre Moulin | Barbinek Péter és Forgács Péter | Csőre Gábor és Hevér Gábor |

További hangok (HBO): Izsóf Vilmos, Gruber Hugó, Vass Gábor, Rosta Sándor, Uri István, Dobránszky Zoltán, Galambos Péter, Lux Ádám, Némedi Mari, Kenderesi Tibor, Józsa Imre, Reviczky Gábor, Tahi Tóth László, Makai Sándor, Kocsis György, Csankó Zoltán, Hankó Attila, Stohl András, Elekes Pál

További hangok (TV2): Albert Péter, Balázsi Gyula, Beratin Gábor, Kapácsy Miklós, Rudas István, Seder Gábor, Uri István

## Fordítás
- Ez a szócikk részben vagy egészben  a   The_Adventures_of_Tintin_(TV_series) című angol Wikipédia-szócikk fordításán alapul.  Az eredeti cikk szerkesztőit annak laptörténete sorolja fel. Ez a jelzés csupán a megfogalmazás eredetét és a szerzői jogokat jelzi, nem szolgál a cikkben szereplő információk forrásmegjelöléseként.